# Panpsychismus
Panpsychismus (von altgriech. πᾶν pan „alles“ und ψυχή psyche „Seele“) ist eine metaphysische Theorie der Philosophie, der zufolge alle physischen Objekte neben physikalischen auch geistige Eigenschaften besitzen, die nicht aufeinander zurückgeführt werden können. Im Sinne eines Eigenschaftsdualismus handelt es sich um zwei untrennbare „Seiten“ der Realität, die nur eine gemeinsame Existenz haben können. Die „geistige Seite“ drückt sich nicht nur als „Innenwelt“ komplexer Gehirne aus (etwa als menschliche Psyche) und entstand auch nicht erst mit dem Leben, sondern umfasst die Vorstellung einer jeglicher Materie innewohnenden Intentionalität bis hinunter auf die Quantenebene.
Der Panpsychismus setzt bei allen ungeklärten Fragen der Naturwissenschaften an, für die es bislang keine überzeugenden Theorien gibt. Am bekanntesten ist der Lösungsvorschlag für das sogenannte „Leib-Seele-Problem“, das sich mit dem Verhältnis von Materie und Geist beschäftigt. Panpsychisten gehen davon aus, dass sich geistige Eigenschaften im Laufe der Zeit bis hin zum Bewusstsein entwickelt haben. Dualisten behaupten, dass der Geist nicht aus der Materie hervorgehen kann und prinzipiell von anderer Art ist als die Materie. Materialisten hingegen behaupten, dass mentale oder geistige Eigenschaften nichts anderes sind als „Nebenprodukte“ oder Funktionen komplexer materieller Systeme. Panpsychisten verneinen die dualistische Trennung von Geist und Materie, aber auch die These, dass mentale Eigenschaften aus rein materiellen Dingen plötzlich und aus den Vorbedingungen erklärbar hervorgehen können (Emergenz). Für Panpsychisten ist die Entwicklung des bewussten Erlebens und jeglicher geistiger Phänomene nur dann erklärbar, wenn deren Vorstufen schon in der Grundstruktur der materiellen Welt vorhanden sind. Solche Vorstufen geistiger Eigenschaften werden oft „proto-mentale“ Eigenschaften genannt. Der zeitgenössische Panpsychismus behauptet jedoch nicht, dass beispielsweise Atome oder Bakterien bereits Schmerzen oder ähnliche Bewusstseinszustände erleben können oder dass alle Dinge eine menschenähnliche Seele haben, wie es im (religiösen) Animismus der Fall ist.
Werden Geist und Materie des Universums mit Gott gleichgesetzt, spricht man von Pantheismus.

## Begriffsbestimmung und Abgrenzung
Schöpfer des Begriffs „Panpsychismus“ war der Renaissance-Philosoph Francesco Patrizi. Zeitgenössische Panpsychisten bezeichnen den geistigen bzw. proto-mentalen Aspekt, den sie allen existierenden Dingen zuschreiben, oft als phänomenale Eigenschaften oder Qualia. Der Begriff Qualia meint, dass sich etwas irgendwie anfühlt; dass etwa Senf einen bestimmten Geschmack erzeugt oder bestimmte Wellenlängen des Lichts dem Menschen als Farben erscheinen. Eine panpsychistische Position, die „einfache Erfahrung“ auf allen Ebenen der Natur kennt, steht meist in der Tradition von Alfred North Whitehead und heißt nach David Ray Griffin auch Panexperientialismus.
Neben Qualia und Erfahrungen verallgemeinern Panpsychisten auch andere Aspekte des Geistigen – darunter sind Subjektivität, die Einheit eines subjektiven Erlebens, Teleologie (Zweckgerichtetheit), Spontaneität (Entscheiden, Freiheit), Intentionalität (Gerichtetheit, Repräsentation), Wahrnehmung, Erinnerung oder gar Erkennen, Denken, Sprechen und Selbstbewusstsein. Entweder wird den kleinsten Bauteilen der Welt eine dieser Eigenschaften direkt zugesprochen oder eine Vorform davon – die jedoch nicht rein physisch aufgefasst wird.
Der Panpsychismus muss nicht zwangsläufig den kleinsten Dingen unmittelbar geistige oder proto-mentale Eigenschaften zuschreiben. Stattdessen sprechen viele (insbesondere historische) Panpsychisten der Welt als ganzer geistige Eigenschaften zu. Man unterscheidet also einerseits atomistische Panpsychisten, für die alle einzelnen Dinge einen geistigen Aspekt haben – und andererseits holistische Panpsychisten, die die Geistigkeit aller Dinge von der Geistigkeit des Ganzen ableiten.

### Abgrenzung vom Animismus
Auf den ersten Blick scheint der Panpsychismus – insbesondere seine holistische Variante – eine animistische Position zu sein. Animisten nehmen an, dass z. B. Wasserquellen oder Bäume Gefühle empfinden, die denen des Menschen gleichen. Der Panpsychismus wurde daher gelegentlich als absurd bezeichnet, da er Dingen wie Steinen oder Telefonen eine Art von Seele zuspreche. Zeitgenössische Panpsychisten grenzen sich mit zweierlei Überlegungen gegen eine solche Verwechslung des Panpsychismus mit dem Animismus ab:
1. Erstens treten aus der Sicht vieler Panpsychisten geistige Eigenschaften graduell gestuft auf. Bakterien beispielsweise mögen nur äußerst primitive geistige Zustände haben; sie besitzen kein Selbstbewusstsein und kein Schmerzempfinden. Wer dennoch von ihrer Empfindungsfähigkeit sprechen will, kann entweder mit Whitehead von Proto-Bewusstsein bzw. Prehensionen sprechen, oder mit zeitgenössischen Panexperientialisten von phänomenalen Eigenschaften oder Qualia, die den kleinsten Bauteilen des Universums zukommen.
2. Zweitens wird im modernen atomistischen Panpsychismus unterschieden zwischen echten individuenartigen Einheiten (Elementarteilchen) bzw. Hierarchien solcher individueller Einheiten (Elementarteilchen, Atome, Moleküle, Zellen, Organismen), denen geistige Eigenschaften zugeschrieben werden, und Artefakten, also Anhäufungen solcher individuenartiger Einheiten, denen ausdrücklich keine eigenen geistigen Eigenschaften zugestanden werden. Eine Anhäufung von kleineren Einheiten ist nicht automatisch ein neues Individuum. Dem Haufen als Ganzen müssen keine proto-mentalen Eigenschaften zukommen, sondern nur seinen kleinsten Bestandteilen. Ein Haufen hat insbesondere keine eigene Subjektivität und keine individuelle Perspektive. Alle makroskopischen Gegenstände sowie teils auch „niedere“ Organismen (wie Pflanzen oder Quallen) werden von Panpsychisten als solche Anhäufungen oder Aggregate angesehen. Diese Differenzierung wird beispielsweise von David Ray Griffin[3] und Ken Wilber[4][5] sehr deutlich gemacht.

### Abgrenzung vom Idealismus
Der Panpsychismus wird oftmals mit einem idealistischen Ansatz gleichgesetzt. Eine idealistische Position, die besagt, dass jedes Ding im Universum (proto-)mentale Eigenschaften hat, kann in diesem Sinn als panpsychistisch bezeichnet werden. Umgekehrt aber mündet nicht jede panpsychistische Auffassung in einen philosophischen Idealismus.
Die Begriffe Idealismus und Panpsychismus sind daher nicht deckungsgleich: Für die meisten Idealisten sind materielle Eigenschaften auf geistige Eigenschaften reduzierbar. Für viele Panpsychisten gilt dies gerade nicht, da sie Materielles und Geistiges als zwei gleich ursprüngliche Aspekte einer zugrundeliegenden Substanz betrachten. Eine solche Auffassung ist nicht idealistisch in jenem spezifischen Sinn.
Eine weitere Definition des Idealismus besagt, dass alle Eigenschaften gedacht werden müssen, um zu existieren. Viele Panpsychisten fordern lediglich eine schwächere Bedingung für die Existenz einer Eigenschaft, wie beispielsweise Whitehead lediglich die Existenz vorbewusster „Prehensionen“ (Erfassungen).

## Argumente für den Panpsychismus
Die wichtigsten Argumente für den Panpsychismus sind das genetische Argument und das Argument aus den intrinsischen Naturen. Weiterhin zu nennen sind Analogie-Argumente sowie das Argument, dass der Panpsychismus zur besten Weltanschauung führt.

### Das genetische Argument
Zunächst ist festzuhalten, dass sich Geistiges und rein Physisches grundlegend unterscheiden: Geistige Eigenschaften wie Phänomenalität, Intentionalität (Absichtlichkeit) oder Teleologie (Zielgerichtetheit) können mittels physikalischer Strukturen nicht erfasst werden. Wie kommt der Geist nun in die (rein physische) Natur? Wo ist die Grenze zwischen Mentalem und Nicht-Mentalem in der Natur? Wann tritt das Mentale im Rahmen der Evolutionsgeschichte in Erscheinung? Ab wann hat ein menschlicher Embryo Bewusstsein? Ist die Vorstellung, dass Mentales plötzlich „wie aus dem Nichts“ entstanden ist – man spricht in diesem Zusammenhang von radikaler Emergenz – plausibel?
Viel eleganter scheint ein glatter Übergang zwischen rein Physischem und Psychischem. Nun kann es aber zwischen zwei prinzipiell unterschiedlichen Bereichen keinen glatten Übergang geben. So, wie es keinen homogenen Übergang zwischen den Zahlen (von 1 bis 200) und einem Meterstab gibt, gibt es gemäß dem genetischen Argument auch keinen Übergang zwischen rein Materiellem und (Proto-)Mentalem. Folglich muss sich etwas (Proto-)Mentales bereits auf den unteren Ebenen der Natur finden lassen. Wenn man eine möglichst einfache Theorie haben möchte, dann sollte es nichts rein Physisches geben. Will man letztere Sparsamkeitserwägung vermeiden, kann man zum selben Ergebnis gelangen, wenn man das genetische Argument mit der folgenden Überlegung kombiniert.

### Das Argument von den intrinsischen Naturen
Man nehme irgendeinen Gegenstand in der Welt. Man beschreibt ihn dadurch, dass er Teil eines Systems ist, wie beispielsweise die Arbeit im System der Ökonomie oder bestimmte Atomgitter und Moleküle im System der Chemie usw. Für jedes solcher Systeme gibt es Darstellungen in Lehrbüchern, oft auch Simulationen in Museen oder auf Computern. Was macht nun aber den Unterschied, dass man mit dem Wort „Kochsalz“ ein konkretes Molekül und nicht eine Simulation im Museum meint? Die Chemie kann diesen Unterschied mit ihren Begrifflichkeiten nicht ausdrücken. Ein spezifisches Kochsalzmolekül muss sich also durch etwas auszeichnen, das außerhalb des Systems der Chemie ist. Diese Auszeichnung geschieht durch seine intrinsische Natur. In diesem Fall ist die intrinsische Natur der physikalischen Konstitution des Kochsalzmoleküls zuzuordnen.
Für ein Elementarteilchen in der Physik ergibt sich aber wieder dasselbe Problem wie für das Molekül. Seine Beschreibbarkeit im System der Physik zeichnet es nicht so eindeutig aus, dass es nicht Teil einer Simulation sein könnte. Für die grundlegende Wissenschaft Physik gibt es aber keine tieferliegende Wissenschaft, die den Unterschied zu einer Simulation begründen könnte. Also müssen sich die physikalischen Elementarteilchen durch Eigenschaften auszeichnen, die nicht durch (physikalische) Relationen beschreibbar sind, sondern den physikalischen Dingen in sich selber zukommen. Es sind intrinsische Eigenschaften, die sich nicht mehr als physikalische Strukturen beschreiben lassen.
Die einzigen intrinsischen Eigenschaften dieser Art, die wir kennen, sind jedoch unsere eigenen Empfindungen. Nur sie kommen einem Subjekt so zu, dass es nicht mit Anderem in Beziehung stehen muss. Wenn es nun keine sinnvollen Alternativen für die intrinsischen Eigenschaften physikalischer Dinge gibt, müssen sie den geistigen Empfindungen analog gedacht werden.
Dass die intrinsische Natur der kleinsten physikalischen Einheiten tatsächlich mit dem Mentalen zu tun hat, wird wiederum durch das genetische Argument bekräftigt.

### Analogie-Argumente
Eine dritte Klasse von Argumenten verweist auf Analogien zwischen physischen und mentalen Prozessen, die einen Panpsychismus nahelegen können. Wenn manche Interpretationen der Quantenmechanik von einer objektiven Reduktion des Quantenzustandes sprechen, so ähnelt das einem mentalen Auswählen oder Entscheiden. Auch zwischen dem Informationsbegriff in Quantenmechanik und angewandten Wissenschaften kann man Parallelen zur Intentionalität des Mentalen vermuten.

## Argumente gegen den Panpsychismus
Viele Autoren verweigern sich deshalb dem Panpsychismus, weil sie bezweifeln, dass intrinsische Eigenschaften phänomenal sein müssen. Bevor man die Sprache auf eine derart unangemessene Weise überdehne, sei es vorzuziehen, die intrinsische Natur, ähnlich dem Kantschen „Ding an sich“, als etwas Unerkennbares anzusehen.

### Kombinationsproblem
Als wichtigster Einwand gegen den Panpsychismus, der sich von Physikalismus und interaktionalistischem Dualismus absetzen will, gilt laut John Searle das sogenannte Kombinationsproblem. Es wurde erstmals von William James formuliert und richtet sich insbesondere an den atomistischen Panpsychismus. Das Problem besteht darin, wie durch Kombination einer großen Zahl einfacher geistiger Grundbausteine (etwa Atomen oder Zellen) das einheitliche, höhere Bewusstsein eines Organismus gebildet werden kann – anstatt nur einer unzusammenhängenden Ansammlung von vielen primitiven Proto-Empfindungen.
Mögliche Lösungen für das Kombinationsproblem wurden von Alfred North Whitehead mit der Prozessphilosophie (Lösung durch "dominant / regnant nexus of personally ordered actual occasions within a spatiotemporal society of occasions") und von Ken Wilber mit dem AQAL-Modell der Integralen Philosophie (Lösung durch Kombination von fernöstlichen Non-Dualismus mit Arthur Koestlers Holon-Konzept) vorgeschlagen.
Physikalische Eigenschaften lassen sich kombinieren, indem man etwa (nach Whitehead) ein Elementarteilchen als System energetischer Ereignisse definiert, oder aber beispielsweise die Masse einzelner Teile addiert und dem Schwerpunkt zuordnet, den man über Vektoraddition gewinnt. Auf die letztere, derart einfache Weise scheinen sich jedoch phänomenale Eigenschaften nicht zusammensetzen zu lassen. Weiterhin scheint es unmöglich, dass so eine neue Subjektivität entsteht. Dann aber, so scheint es, stellt sich dem Panpsychisten das Problem der Neuentstehung des Mentalen in Tier und Mensch in ähnlicher Schärfe wie dem Physikalisten und manchem Dualisten.
Eine panpsychistische Verteidigungsstrategie gegen dieses Argument besteht in dem Hinweis darauf, dass es in der neueren Physik keine derart einfachen Kombinationsprinzipien gibt. Insbesondere die sogenannte Quantenverschränkung verweist auf völlig andere Kombinationsprinzipien, die der phänomenal erlebten Einheit näherstehen.
Spielarten des Panpsychismus, welche nicht atomistisch orientiert sind, entziehen sich derartigen Einwänden, weil diese von vornherein die Idee grundlegender Basis-Entitäten verwerfen und das Bewusstsein stattdessen als unscharfe Bewegung bzw. als ein Werden nicht klar voneinander abtrennbarer Prozesse betrachten.

## Geschichte des Panpsychismus

### Vorsokratiker und Antike
Erste panpsychistische Theorien finden sich bereits bei den Vorsokratikern. Insbesondere die milesischen Naturphilosophen Thales, Anaximenes, Anaxagoras und Pythagoras gehen davon aus, dass geistige Eigenschaften als universelles Lebensprinzip und als ordnendes Element des Kosmos überall ihre Wirkung entfalten. Demgegenüber vertritt Empedokles die Ansicht, dass alle Eigenschaften – und damit auch die des Geistigen – aus den vier Elementen hervorgehen (Emergenz).
Da für Platon eigenständige Bewegung ein Definitionsmerkmal der Seele ist, fasst er auch Tiere und Gestirne als beseelt auf, im Timaios auch Pflanzen. Der Kosmos selbst verfügt über Vernunft, die ihren Sitz in der Weltseele (ψυχή τοῦ παντός psychḗ tou pantós) hat. Ein Schöpfergott, der Demiurg, bildete die Weltseele, verlieh ihr Teilhabe an den Ideen und pflanzte sie in die Welt, um die Vernunft in das Weltganze zu bringen und es dadurch vollkommener zu machen. Die Weltseele ist die Kraft, die sich selbst und alles andere bewegt. Sie ist der Welt immanent, überall in ihr verbreitet und umgibt sie zugleich.
Die Stoiker vertreten die These, dass aller Stoff (hyle) der Wirklichkeit durch die göttliche Vernunft (logos) beseelt ist. Der von Platon und der Stoa inspirierte Philosoph Plotin behauptet ebenfalls, dass der Kosmos überall geistige Eigenschaften birgt, da der Kosmos göttlichen, und damit geistigen Ursprungs ist (Emanation).
Die von Aristoteles geprägte Philosophie des Mittelalters steht dem Panpsychismus meist skeptisch gegenüber: Die meisten Denker der christlichen Tradition sprechen einzig den Lebewesen (und meist nur dem Menschen als Ebenbild Gottes) eine Seele und damit geistige Eigenschaften zu. Die unbelebten Dinge des Diesseits sind rein physischer Natur und somit „geist-frei“.

### Renaissance
In der Renaissance erlebt der Panpsychismus eine Blütezeit: Die Philosophen Nikolaus von Kues (Nicolaus Cusanus), Gerolamo Cardano, Bernardino Telesio, Francesco Patrizi da Cherso und Tommaso Campanella sprachen der gesamten Wirklichkeit geistige Eigenschaften zu. Patrizi ist der erste Philosoph, der für diese Weltanschauung den Ausdruck „Panpsychismus“ geprägt hat. Giordano Bruno geht davon aus, dass der Kosmos sowohl in zeitlicher als auch in räumlicher Hinsicht unendlich ist: Der Kosmos existiert seit ewigen Zeiten und hat auch keine räumlichen Grenzen. Bruno fasst den Kosmos als unendlich großen Organismus auf, in dem alle Dinge mit allen anderen zusammenhängen. Die Dinge können sich kraft der überall vorhandenen geistigen Eigenschaften gegenseitig beeinflussen. Bruno nimmt hier die Monadenlehre von Leibniz vorweg – mit dem Unterschied, dass Bruno (wie Whitehead im 20. Jh.) die interagierenden Monaden nicht als fensterlos ansieht.

### Neuzeit
Für Baruch de Spinoza gibt es nur eine einzige Substanz: die Natur bzw. Gott. Nach Spinozas bekannter Formel Deus sive Natura („Gott oder die Natur“) ist die Natur identisch mit Gott und Gott identisch mit der Natur. Das heißt, der gesamte Kosmos ist eine einzige Substanz, es gibt nichts außerhalb von ihr, sie ist in nichts Anderem, und somit sind alle existierenden Dinge und Eigenschaften zugleich Seinsweisen und Eigenschaften dieser einen Substanz. Die Substanz bzw. Gott hat unendliche viele Attribute (Eigenschaften). Zwei dieser Attribute sind das Denken (geistige Eigenschaften) und die Ausdehnung (physische Eigenschaften). Da die Substanz geistige Eigenschaften hat und alles, was in der Wirklichkeit existiert, nur eine Seinsweise der einen Substanz ist, weist die Wirklichkeit überall geistige Eigenschaften auf.
Gottfried Wilhelm Leibniz geht in seiner Monadologie davon aus, dass der gesamte Kosmos aus unendlich vielen Monaden besteht. Die punktartigen Monaden sind immaterielle Gestaltprinzipien bzw. formende Kräfte, die unteilbar, unvergänglich und alle voneinander verschieden sind. Jede Monade strebt ein Ziel an, das heißt, sie ist als Entelechie tätig und weist insofern eine Fähigkeit zur Perzeption auf. Die Perzeptionen sind simple, unbewusste Wahrnehmungen. Nur wenn ein Organismus hinreichend komplex ist (durch die Organisation der Monaden), bilden sich bewusst erlebte Apperzeptionen heraus, die schließlich in die Selbstwahrnehmung höher entwickelter Organismen münden können.
Leibniz vertritt einen Psychophysischen Parallelismus: Zwischen geistigen und physischen Ereignissen gibt es keine direkte kausale Wechselwirkung. Vielmehr laufen diese Ereignisse, wie die Zeiger synchronisierter Uhren, parallel zueinander ab. Gott hat die Welt mit einer prästabilierten Harmonie versehen, so dass geistige und physische Ereignisse in perfektem Einklang zueinander auftreten.

### Deutscher Idealismus
Der Geist ist für G.W.F. Hegel die Wahrheit und das „absolut Erste“ der Natur. Denn alle Dinge und Eigenschaften der Wirklichkeit (z. B. die Natur) sind Ableitungen der Idee, aus der sich die objektiven, ewigen Grundstrukturen der Wirklichkeit ableiten lassen. Für Hegel ist die gesamte historische Wirklichkeit der Prozess eines überall gegenwärtigen Weltgeistes.
Friedrich Schelling betrachtet die Natur, ähnlich wie Giordano Bruno, als einen riesigen Organismus. Die Natur hat allerorts geistige und physische Eigenschaften und befindet sich in einem steten dynamischen Prozess der Evolution. Das Absolute (die Weltseele) erblickt sich selbst im Laufe der Evolution durch die Geistestätigkeiten des Menschen.
Basierend auf dem Idealismus Hegels begründeten angelsächsische Philosophen wie Francis Herbert Bradley, John McTaggart Ellis McTaggart und Josiah Royce im späten 19. Jahrhundert und frühen 20. Jahrhundert eine eigene Schule des Absoluten Idealismus mit panpsychistischer Prägung.

### 19. Jahrhundert
Johann Wolfgang von Goethe hat kein eigenständiges philosophisches System entwickelt. Dennoch vertritt er in seinen „Naturphilosophischen Schriften“ einen deutlichen Panpsychismus. Inspiriert von Spinoza geht Goethe davon aus, dass geistige und physische Eigenschaften niemals unabhängig voneinander existieren können. Zudem glaubte Goethe, beeinflusst von den Schriften Schellings, an eine Weltseele, die für die Entelechie der Natur verantwortlich ist.
Arthur Schopenhauer sieht in der Wirklichkeit zweierlei Prinzipien am Werk: Zum einen existiert die Wirklichkeit nur insofern, als sie ein Subjekt wahrnimmt, das heißt die Wirklichkeit entspricht einer Idee (Idealismus). Zum anderen liegt dieser Vorstellungswelt ein Wille zu Grunde, den Schopenhauer als grund- und ziellosen blinden Drang versteht. Dieser Wille bestimmt alle Vorgänge der organischen und anorganischen Natur. Er objektiviert sich in der Erscheinungswelt als Wille zum Leben und zur Fortpflanzung.
Der Physiker und Philosoph Gustav Theodor Fechner verteidigte ähnlich wie Leibniz einen Psychophysischen Parallelismus. Der Grund für die fehlende Wechselwirkung zwischen Geistigem und Physischem liegt jedoch nicht wie bei Leibniz in einer prästabilierten Harmonie, sondern in der unterschiedlichen Perspektive, die zu den Dingen eingenommen wird. Während für Leibniz Leib und Seele wie zwei Uhren sind, die von ihrem Schöpfer auf dieselbe Zeit eingestellt wurden und deshalb ohne kausalen Einfluss aufeinander parallel gehen, sind für Fechner Leib und Seele sozusagen eine einzige Uhr, die aus zwei verschiedenen Perspektiven betrachtet werden kann: aus der äußeren auf die Uhr und aus der inneren in die Uhr selbst. Das Geistige ist also das aus der Perspektive der Ersten Person Gegebene, während das Physische das aus der Dritten Person Gegebene umfasst. Die Parallelität geht demnach nicht wie bei Leibniz auf eine gemeinsame Ursache, nämlich Gott, zurück, sondern auf das korrelierte Auftreten von perspektivisch unterschiedlichen Eigenschaften eines und desselben Eigenschaftsträgers: Geistiges und Physisches entsprechen also einander als die Innen- und Außenseite derselben Wirklichkeit.
Fechner versuchte induktiv zu begründen, dass seine Zweiseitenlehre nicht nur auf den Menschen, sondern auch auf das Universum als ganzes anwendbar ist. Der Kosmos und die Natur sind dermaßen harmonisch aufgebaut, dass es nur schwer vorstellbar sei, dass das Geistige erst abrupt mit dem Menschen (und auf unverständliche Weise) in Erscheinung trete. Dass Fechner des Öfteren von einer fühlenden „Pflanzenseele“ und einer alles umspannenden, ebenfalls fühlenden „Erdseele“ gesprochen hat, trug entschieden zu den heute immer noch anzutreffenden Vorurteilen gegenüber dem Panpsychismus bei.

### 20. Jahrhundert
Ein umfassendes panpsychistisches Weltbild hat der Mathematiker und Philosoph Alfred North Whitehead entwickelt. Beeinflusst von Henri Bergson und William James geht Whitehead davon aus, dass sich die Wirklichkeit nicht aus träger, empfindungsloser Materie konstituiert, sondern aus „wirklichen Einzelwesen“ („actual entities“), die als „komplexe und ineinandergreifende Erfahrungströpfchen“ mit dem Charakter von Prozessen, die werden und vergehen, aufzufassen sind. Die wirklichen Einzelwesen, nach Whitehead wirkliche Ereignisse genannt, sind unteilbar und die fundamentalsten Entitäten der Wirklichkeit. Somit gleichen sie zwar den Monaden von Leibniz, doch die wirklichen Ereignisse haben „Fenster“: Das heißt, die wirklichen Ereignisse bzw. Einzelwesen erfassen sich gegenseitig und nehmen dadurch aufeinander Einfluss. In seinem Hauptwerk Prozess und Realität spricht Whitehead von „Prehensionen“ (dem Erfassen), also nicht notwendig bewussten Vorgängen der Informationsverarbeitung. Durch diese wechselseitigen Prehensionen der wirklichen Ereignisse wird der Kosmos zu einem gigantischen Netz aus Einzelwesen, die sich gegenseitig beeinflussen und so den Prozess der Evolution ermöglichen. Bei Whitehead sind alle wirklichen Einzelwesen „bipolar“, das heißt, sie haben einen physischen Pol der kausalen Verursachung und einen geistigen Pol der teleologischen Gründe.
In der Prozessphilosophie haben Charles Hartshorne, David Ray Griffin und Christian de Quincey das panpsychistische System Whiteheads interpretiert, modifiziert und teilweise neu formuliert. Obwohl die genannten Philosophen keine völlig eigenständigen Denkmodelle ausgearbeitet haben und sich stark an Whitehead orientieren, besteht ihr Verdienst darin, dass sie dessen Werk für die aktuelle Philosophie des Geistes fruchtbar gemacht haben. Whiteheads Werk ist äußerst komplex und teilweise schwer verständlich. David Ray Griffin hat dazu beigetragen, dem Whiteheadschen Panpsychismus eine leichter verständliche Form zu verleihen und ihn populärer zu machen. (Allerdings in einer modifizierten Version: z. B. mit verschachtelten Makroereignisprozessen im Gegensatz zu Whiteheads mikroskopischen Ereignisatomen; und mit Hartshornes Konzept der Prozesstheologie, die unter Prozessphilosophen durchaus umstritten ist.)
Pierre Teilhard de Chardin war als Philosoph, Geologe und weltweit anerkannter Paläontologe tätig. Darüber hinaus hat der Jesuitenpater als einer der ersten Denker die Evolutionstheorie Charles Darwins in ein philosophisches Denkmodell eingebettet, was ihm vonseiten des Vatikans ein Publikationsverbot und ein 20-jähriges Exil in China einbrachte. Teilhard de Chardin geht davon aus, dass allen physischen Dingen geistige Eigenschaften innewohnen: Der „Weltstoff“ entspricht einer dynamischen Energie, die sowohl eine physische Außenseite („tangentiale Energie“) als auch eine geistige Innenseite („radiale Energie“) aufweist.
Der britische Philosoph Timothy Sprigge veröffentlichte 1973 sein wenig beachtetes Werk The Vindication of Absolute Idealism. Sprigge vertritt darin die idealistische Auffassung, dass die physische Wirklichkeit eine rein geistige Grundlage hat: Der Kosmos besteht aus unzähligen „Erfahrungs-Elementen“, die sich in einem großen Gesamtsystem organisieren.
Whitehead und Teilhard de Chardin waren die letzten Denker, die eine eigenständige panpsychistische Kosmologie ausgearbeitet haben. Thomas Nagel hat 1976 eine kurze Zusammenfassung der Argumente für den Panpsychismus veröffentlicht. Der in den 1970er bis 1980er Jahren im deutschsprachigen Raum populäre Wissenschaftsmoderator und Philosoph Hoimar von Ditfurth hat unter anderem am Schluss seines Buches Der Geist fiel nicht vom Himmel (1976) eine panpsychistische Vorstellung verbreitet, die er jedoch nicht so benannt hat: „Geist gibt es in der Welt nicht deshalb, weil wir ein Gehirn haben. Die Evolution hat vielmehr unser Gehirn und unser Bewußtsein allein deshalb hervorbringen können, weil ihr die reale Existenz dessen, was wir mit dem Wort Geist meinen, die Möglichkeit gegeben hat, in unserem Kopf ein Organ entstehen zu lassen, das über die Fähigkeit verfügt, die materielle mit dieser geistigen Dimension zu verknüpfen.“ Das Buch stand auf Platz 1 der Spiegel-Bestsellerliste vom 29. November 1976 bis zum 20. Februar 1977.
Darüber hinaus lässt sich festhalten, dass der Panpsychismus trotzdem seit dem Zweiten Weltkrieg in den Hintergrund der philosophischen Debatte gerückt ist – was sich erst Ende des 20. und Anfang des 21. Jahrhunderts ändern sollte.
Den Beginn machte im Jahr 1996 David Chalmers mit seinem Buch The Conscious Mind. Obwohl er hin und wieder von einer „Variante des Panpsychismus“ spricht, nennt er sein Modell „Naturalistischer Dualismus“ und distanziert sich darin gleichzeitig vom Panpsychismus als einer „äußerst spekulativen Theorie“. Fakt ist jedoch, dass er wie jeder Panpsychist eine eigene Kategorie nicht-physischer Phänomene voraussetzt, die wie die physikalischen Eigenschaften zur „Substanz“ gehören, aber funktional voneinander unabhängig sind. Er spricht dabei von so genannten „protophänomenalen Eigenschaften“, die als einzelne nicht selbst ein „Erleben“ verursachen, sondern erst im Verbund vieler solcher „mikrophänomenaler Subsysteme“.

### 21. Jahrhundert
Zu Beginn des 21. Jahrhunderts erlebt der Panpsychismus eine neue Beachtung: Die australische Philosophin Freya Mathews plädierte in For Love of Matter (2003) für einen holistischen Panpsychismus und schildert die Konsequenzen einer solchen Position für die Ethik und Ökologie.
Im Jahr 2004 hat Gregg Rosenberg in seinem Buch A Place for Consciousness wichtige Impulse für die gegenwärtige Debatte geliefert. Rosenberg stellt darin ein neues, auf dem Game of Life basierendes Argument gegen den Physikalismus vor und leitet aus diesen Überlegungen ein neues Modell der Mentalen Verursachung innerhalb eines panpsychistischen Kontexts ab.
Der Philosoph David Skrbina hat im Jahr 2005 unter dem Titel Panpsychism in the West die erste philosophiegeschichtliche Aufarbeitung des Panpsychismus vorgelegt. Das Buch stellt die gesamte abendländische Geschichte des Panpsychismus von den Vorsokratikern bis zum Ende des 20. Jahrhunderts dar. Dabei stellt sich heraus, dass der Panpsychismus zu fast allen Zeiten prominente Vertreter hatte und somit keine Außenseiterposition ist, wie es Ende des 20. Jahrhunderts schien.
Im Jahr 2006 veröffentlichte der britische Philosoph Galen Strawson den Aufsatz „Realistic Monism. Why Physicalism Entails Panpsychism“ im Journal of Consciousness Studies. Seine These lautet: Weil wir phänomenales Bewusstsein für unseren Zugang zur Physik voraussetzen müssen, sei es die primäre physikalische Tatsache. Viele Philosophen diskutieren im selben Band seine These. Strawson geht in einer langen Abhandlung auf alle diese Kritiken ein.
Derzeit bemühen sich mehrere Autoren, die Gedanken Whiteheads in die aktuelle Debatte zu integrieren (etwa D.S. Clarke). In dieser Tradition versuchen einige Autoren, Varianten des Panpsychismus empirisch zu differenzieren (zum Beispiel in der Anästhesie und Physik Stuart Hameroff sowie in der Biologie Spyridon A. Koutroufinis).

### Weitere Panpsychisten
Weitere panpsychistische Auffassungen und Denkmodelle (die sich in ihrer Konzeption jedoch teilweise markant unterscheiden) sind unter anderem von folgenden Denkern vertreten und entwickelt worden: Josiah Royce, John Dewey, William James, Charles Peirce, Ernst Haeckel, Henri Bergson, Bertrand Russell, Arthur Eddington, Carl Gustav Jung, Bernhard Rensch, Charles Birch, David Bohm, Freeman Dyson, Ervin László, Edward Goldsmith, Jean Émile Charon, Hans Jonas und Michael Lockwood. Auch einflussreiche spirituelle Lehrer und Vertreter der Integralen Theorie wie Sri Aurobindo und Ken Wilber vertreten panpsychistische Auffassungen.

## Moderner Panpsychismus in Deutschland

### Liberaler Naturalismus
Im deutschen Sprachraum hat der Philosoph Godehard Brüntrup argumentiert, dass der Emergenzbegriff ohne die panpsychistische Annahme graduell abgestufter proto-mentaler Eigenschaften zu einer dualistischen Position führt. In der Tradition von Bertrand Russell und Alfred N. Whitehead vertritt er die These, dass die intrinsischen Eigenschaften der Materie analog zu mentalen Eigenschaften gedacht werden müssen. Zentral ist dabei die Zurückweisung des Materiebegriffes von René Descartes, der bis heute das naturwissenschaftliche Denken prägt. Im Gegensatz zum reduktionistischen Programm des alten materialistischen Naturalismus spricht Brüntrup daher mit Gregg Rosenberg von einem „liberalen Naturalismus“, der Vorstufen des Mentalen zu den fundamentalen Eigenschaften der materiellen Natur rechnet.
 Brüntrup hat ein eigenständiges Kapitel der dritten, erweiterten Auflage seines Lehrbuchs Das Leib-Seele-Problem dem Panpsychismus in der Analytischen Philosophie des Geistes gewidmet.

### Gradueller Panpsychismus
Im Anschluss an Alfred N. Whitehead und Pierre Teilhard de Chardin hat Patrick Spät einen „Graduellen Panpsychismus“ formuliert. Die plötzliche Emergenz geistiger Eigenschaften sei nicht möglich – gleichsam müssen wir die Existenz geistiger Eigenschaften berücksichtigen, wenn wir die Wirklichkeit in all ihren Facetten beschreiben und erklären wollen. Spät geht davon aus, dass in der Wirklichkeit eine gestufte Form von geistigen Eigenschaften anzutreffen ist: Nur dann, wenn ein Ding (eine Entität) in materieller Hinsicht ausreichend komplex ist, kann auch die korrespondierende geistige Seite komplexe Züge annehmen.
Spät hat 2012 mit Der Mensch lebt nicht vom Hirn allein ein populärwissenschaftliches Buch veröffentlicht, das sich allgemeinverständlich und ausführlich mit dem "Graduellen Panpsychismus" beschäftigt.
Spät bezieht sich sowohl in seiner Dissertation wie auch in seinem veröffentlichten Buch dabei auch auf die Theorie der Integrierten Information des Bewusstseins (Integrated Information Theory of Conciousness, IIT) des US-amerikanischen Psychiaters und Neurobiologen Giulio Tononi, welche man dem US-amerikanischen Neurowissenschaftler Christof Koch zufolge als wissenschaftliche Form des Panpsychismus ansehen kann. Ein wesentlicher Punkt bei der Theorie der Integrierten Information, die in Bits gemessen wird, ist es, dass sie auch auf künstliche Systeme, also Roboter angewendet werden kann.